# Кларк, Дэн
Дэниел Грегори «Дэн» Кларк (англ. Daniel Gregory Dan Clark; род. 3 июля 1976) — английский актёр, сценарист и режиссёр, писатель, а также певец. Наиболее известен благодаря исполнению роли Дона Данбери в сериале Как не стоит жить (англ. How Not to Live Your Life), выходившем с 2007 по 2010 год на канале BBC Three.

## Карьера

### Ранняя карьера
Кларк начал свою карьеру в возрасте 19 лет, когда он написал и сыграл одну из главных ролей в пьесе вместе со своим старым школьным другом Оливером Малтменом на Эдинбургском фестивале Fringe. После этого Дэн сформировал трио комиков Электрический Угорь (англ. Electric Eel) и они выступали на этом фестивале в 1998 и 1999 годах. Кроме того, в 1999 году они сделали пилотную серию для шоу Comedy Lab, названную Рой Дэнс мёртв, а в следующем году было выпущено несколько полных серий. В феврале 2002 года серии повторно транслировались, но с новым названием: Агенты по недвижимости. Трио Электрический Угорь устроило турне по Великобритании для привлечения зрителей.
В 2003 Кларк начал работать один и создал свое первое шоу одного актёра, проходившее в Эдинбурге. В следующем году началась его карьера стендапера. Дэн выступал целый час на Эдинбургском фестивале в 2005, 2006 и 2007 годах. Также он создал ежемесячное шоу, ночь комедии Кларка, на котором беседовал с известными людьми. Летом 2006 года Дэниел написал сценарий и исполнил главную роль в скетчах для канала Paramount Comedy Channel (Comedy Central UK) под названием Дэн Кларк: как ходить на свидания (англ. Dan Clark’s Guide to Dating) и Дэн Кларк: как ходить на работу (англ. Dan Clark’s Guide to Working).

### Как не стоит жить
После успеха скетчей BBC заинтересовалось Дэниелом. Летом 2007 года Кларк и продюсер, Гэри Рейч, начали съёмки нового сериала Как не стоит жить. В нём Дэн играл главного героя и сам писал сценарий для каждого выпуска. Пилотная серия вышла 27 сентября 2007 года, а первый сезон стал транслироваться с августа следующего года. Сначала у сериала были скромные цифры просмотров, однако аудитория телезрителей росла с каждой серией и впоследствии появилось ещё два сезона. Сериал стал второй самой часто просматриваемой телепередачей сервиса BBC iPlayer. В 2011 году сменилось руководство канала и было решено закрыть проект Как не стоит жить. В декабре была выпущена специальная рождественская серия, заканчивающая все сюжетные линии сериала, она стала последней.

### Другие появления на ТВ
Кларк часто работает на телевидении. Впервые он появился на ТВ в декабре 1996 года, играя грабителя в знаменитой сцене «Бэтмен и Робин» в ситкоме Дуракам везёт. В 1998 году Дэн участвовал в съёмках 10 сезона Hale & Pace. В 2003 году он сыграл Джейсона в британском сериале Без ума от Элис.
В 2004 году Кларк появился как Джонни Две Шляпы в эпизоде «Электро» телесериала Майти Буш. Через несколько месяцев он снялся в ситкоме French and Saunders, а в следующем году в рождественском эпизоде сериала Моя Семья. С 2006 года Дэн работал на ITV и играл в таких ситкомах, как The Complete Guide to Parenting и No Heroics.
Кларк участвовал в съёмках нового телесериала (Роскошная комедия Ноэля Филдинга) своего друга, Ноэля Филдинга. 28 марта 2013 года Дэн снялся в эпизоде «30 & Counting» комедии Love Matters.

### Стендап
25 марта 2011 года Кларк отправился в свой первый национальный тур со стендап-шоу под названием Дэн Кларк в прямом эфире!. Шоу получило в целом хорошие отзывы. В мае 2012 года Дэниел собрал группу и провёл шоу Эти песни могут содержать Шутки в лондонском театре Soho в течение недели. Это была смесь смешных песен и стендапа. Выступление имело огромный успех и Кларк отправился в мини-тур с восемью концертами по всей Великобритании.

### Ночь комедии Кларка
В 2006 году Дэниел создал ежемесячное шоу ночь комедии Кларка. Он являлся ведущим каждой встречи. Шоу быстро набрало популярность как у обычных зрителей, так и у критиков. Здесь молодые комики могли получить опыт, а известные актёры поэкспериментировать. В шоу часто принимали участие знаменитости, такие как Эдди Иззард, Ноэль Филдинг, Джек Уайтхолл, Стивен Мерчант, Кардинал Бернс, Тим Кей, Рич Фулчер, Элис Лоу, Сара Пэскоу, Пол Фут, Тони Лоу, Арнаб Чандра и Сара Кендалл.

### Dan Clark & The Difficult Three
В 2012 году Кларк записал свой дебютный рок-альбом. Группа состоит из профессиональных музыкантов: Бен Паркер, Джонни de’Ath, и Джимми Симс. 1 июля 2013 года альбом был выпущен под названием Dan Clark & The Difficult Three.

## Номинации и награды
| Год  | Награда              | Категория               | Работа            | Результат |
| ---- | -------------------- | ----------------------- | ----------------- | --------- |
| 2008 | British Comedy Award | Лучший комедийный дебют | Как не стоит жить | Номинация |